# Stephanie Grauer
Pour les articles homonymes, voir Grauer.
Stephanie Grauer, née le 23 mars 1997 à Vancouver, est une rameuse d'aviron canadienne.

## Carrière
Elle est médaillée d'argent du huit aux Championnats du monde d'aviron 2018. 